# Branko Ilič
Branko Ilič (Lubiana, 6 febbraio 1983) è un ex calciatore sloveno, di ruolo difensore.

## Palmarès

### Club

#### Competizioni nazionali
- Coppa di Slovenia: 1

Olimpia Lubiana: 2002-2003
- Campionato serbo: 1

Partizan: 2014-2015
- Qazaqstan Prem'er Ligasy: 1

Astana: 2015